# Ateneu Adrianenc
L'Ateneu Adrianenc és un ateneu i sala polivalent de Sant Adrià de Besòs, ubicat al carrer Andreu Vidal, número 7. De caràcter privat, va ser fundat el 1925 amb l'objectiu de promoure la cultura entre els adrianencs. Actualment és el lloc on hi tenen la seu social moltes associacions de la ciutat i s'hi realitzen nombroses activitats culturals. L'edifici, d'estil noucentista i construït cap a mitjan segle xx, està catalogat com a patrimoni arquitectònic.

## Descripció
Edifici entre mitgeres format per dos cossos de planta rectangular i coberta a dues aigües, amb el carener paral·lel a la façana. El primer cos és de planta baixa amb altell i planta pis, i el segon és de doble alçada i està destinat a sala d'actes. La façana està estucada en fred i combina dos colors que ressalten els elements en relleu: cornises, sòcol, etc. Al primer pis destaca el balcó amb balustrada. La façana està rematada per un frontó semicircular d'estil neobarroc. De l'interior destaca l'escala de pedra artificial per accedir a la planta pis, amb barana de ferro treballat. Així com les encavallades de fusta originals que suporten la coberta de la sala d'actes que conserva l'entarimat original de l'escenari, i el proceni. S'ha intervingut en l'edifici modificant les obertures de la planta baixa, que han perdut la decoració original. L'altell tampoc existia en origen.

## Història
L'Ateneu Adrianenc va néixer el 1925 amb el nom d'Ateneo Adrianense -tenia la seu al desaparegut cinema Recreo- amb l'objectiu de fomentar i propagar la cultura social i cultiu de tota mena de diversions. En el 21 de maig de 1931 amb la instauració de la Segona República, es va instal·lar a l'Ateneu el Centre Republicà Federal Adrianenc fins al 27 de gener de 1939, moment de l'entrada de les tropes franquistes. Després de la Guerra Civil va tornar l'antiga junta de l'Ateneu, que amb les corresponents renovacions, ha gestionat el centre fins avui dia. Durant aquests anys l'Ateneu ha permès l'ús dels seus locals a diverses entitats com són el club de billar, el grup de teatre, el club de fotografia, la coral.
Actualment hi ha més de 10 entitats que es reuneixen en aquest edifici. Actualment realitza activitats de teatre, cicles de música, entre d'altres. L'Ajuntament de Sant Adrià, amb la voluntat de donar més vitalitat a l'associacionisme i al teixit social de la ciutat, va signar un conveni amb l'ateneu i obtenir un bon espai inicialment privat obert a tota la ciutadania per dur a terme activitats culturals.